# Zygmunt Kamocki
Zygmunt Kamocki herbu Jelita (ur. 3 grudnia 1893 w Posiłowie, woj. kieleckie, zm. wiosną 1940 w Katyniu) – podporucznik kawalerii rezerwy Wojska Polskiego, kawaler Krzyża Walecznych, ofiara zbrodni katyńskiej, ziemianin.

## Życiorys
Urodził się w rodzinie Antoniego (ur. 23.12.1862, zm. 03.03.1936) i Karoliny z Chwalibogów. Ochotnik 1 pułku ułanów krechowieckich. Uczestnik wojny 1920, walczył pod Równem, Zamościem, Żółkwią. Do stopnia podporucznika awansowany w 1926 ze starszeństwem z dniem 1 sierpnia 1925. W 1934 w stopniu podporucznika (starszeństwo z dniem 1 sierpnia 1925 i 271 lokata w korpusie oficerów rezerwy kawalerii) miał przydział jako oficer rezerwy do 20 pułku ułanów, podlegał pod PKU Radomsko. 
W okresie międzywojennym administrował m.in. majątkiem Zakrzew. 
W sierpniu 1939 zmobilizowany. W czasie kampanii wrześniowej 1939, po agresji ZSRR na Polskę, wzięty do niewoli radzieckiej. Według stanu na 18 listopada 1939 był jeńcem obozu w Kozielsku. Między 3 a 5 kwietnia 1940 przekazany do dyspozycji naczelnika smoleńskiego obwodu NKWD – lista wywózkowa bez numeru z 1 kwietnia 1940, poz. 74. Został zamordowany między 4 a 7 kwietnia 1940 w Katyniu przez funkcjonariuszy Obwodowego Zarządu NKWD w Smoleńsku oraz pracowników NKWD przybyłych z Moskwy na mocy decyzji Biura Politycznego KC WKP(b) z 5 marca 1940. Ofiary tej zbrodni grzebano w bezimiennych mogiłach zbiorowych, gdzie od 28 lipca 2000 mieści się oficjalnie Polski Cmentarz Wojenny w Katyniu. W miejscu tym prowadzone były ekshumacje i prace archeologiczne, jednak Zygmunt Kamocki nie został zidentyfikowany. Krewni do 1958 poszukiwali informacji przez Biuro Informacji i Badań Polskiego Czerwonego Krzyża w Warszawie. W Archiwum Robla (pakiet 02595-02) znajduje się kalendarzyk znaleziony przy szczątkach por. Michała Benescha, w którym wśród grupy oficerów pułku telegraficznego wymieniony jest Zygmunt Kamocki. 

### Życie prywatne
Był żonaty z Krystyną z Boguszów.

## Ordery i odznaczenia
- Krzyż Walecznych [1]
- Krzyż Kampanii Wrześniowej – pośmiertnie 1 stycznia 1986[10]

## Upamiętnienie
5 października 2007 minister obrony narodowej Aleksander Szczygło mianował go pośmiertnie na stopień porucznika. Awans został ogłoszony 10 listopada 2007 w Warszawie, w trakcie uroczystości „Katyń Pamiętamy – Uczcijmy Pamięć Bohaterów”.
Upamiętniony tabliczką imienną na Pomniku Katyńskim na Cmentarzu Centralnym w Szczecinie.